# Терновський (Воронезька область)
Терновський (рос. Терновский) — селище у Новохоперському районі Воронезької області Російської Федерації.
Населення становить 794 особи (2010). Входить до складу муніципального утворення Терновське сільське поселення.

## Історія
Населений пункт розташований у історичному регіоні Чорнозем'я. Від 1928 року належить до Новохоперського району, спочатку в складі Центрально-Чорноземної області, а від 1934 року — Воронезької області.
Згідно із законом від 15 жовтня 2004 року входить до складу муніципального утворення Терновське сільське поселення.

## Населення
| 2010 |
| ---- |
| 794  |